# Louailles
Louailles – miejscowość i gmina we Francji, w regionie Kraj Loary, w departamencie Sarthe.
Według danych na rok 1990 gminę zamieszkiwało 368 osób, a gęstość zaludnienia wynosiła 35 osób/km² (wśród 1504 gmin Kraju Loary Louailles plasuje się na 932. miejscu pod względem liczby ludności, natomiast pod względem powierzchni na miejscu 986.).